# 西ダニ語
西ダニ語(にしダニご、Western Dani、Laani)とは、インドネシアパプア州で広く話されるパプア諸語のひとつ。パプア州に住むラニ族によって話される。